# Urko
Urko est une montagne située entre les provinces basques du Guipuscoa et de Biscaye, dans le massif du même nom, dans les Montagnes basques dans le Nord de l'Espagne. Il culmine à 795 mètres d'altitude et se situe sur la ville d'Eibar et les villes biscaïennes d'Ermua, où se trouve le sommet, et Markina-Xemein.
La cordillère est formée par les montagnes Urko et Akondia et fait partie d'une barrière montagneuse verte, marquant les limites géographiques entre les territoires historiques du Guipuscoa et de Biscaye et divisant le bassin de la rivière Deba et des rivières Lea et Artibai (comarque de Lea-Artibai).
Malgré la relative faible altitude, ses sommets offrent des panoramas uniques de la comarque et des montagnes plus éloignées. Les caractéristiques orographiques et stratégiques du lieu, important passage entre le bassin de Deba et celui de l'Artibai à travers le col d'Usartza, ont marqué leur histoire, une histoire chargée de connotations de guerre, mais aussi de flux commerciaux entre la côte et l'intérieur.

## Histoire
Au XIVe siècle, Lope García de Salazar, dans ses récits Bienandanzas et Fortunes, citait déjà les batailles livrées entre différentes familles banderizas, dans les cols proches de l'ermitage de San Pedro d'Akondia. Pendant la dernière guerre civile (1936), ce lieu a représenté aussi un point stratégique dans la défense d'Eibar devant l'avance des troupes franquistes. Encore aujourd'hui, dans le mont Akondia on peut voir des vestiges des tranchées qui ont fait partie de la ceinture de défense.
Mais l'histoire n'est pas seulement faite de guerres. Au Moyen Âge ces chemins ont constitué une des voies de la route de Saint Jacques cantabrique, une route qui depuis Arnoate, passant par le col d'Urkaregi (San Miguel), arrivait à Arrate. Depuis ici, après avoir probablement passé par l'ermitage de San Pedro d'Akondia (une des plus anciennes de ces endroits), le chemin bifurquait par l'ancienne chaussée, en passant devant le calvaire de San Ildefonso et l'ermitage de San Román, entrant dans les terres de Biscaye par Barinaga.
Traditionnellement, le 1er janvier les eibarais montent généralement jusqu'au sommet d'Urko, commençant ainsi l'année nouvelle.